# Marko Jovanović (Basketballspieler)
Marko Jovanović (* 6. Januar 1982 in Niš) ist ein ehemaliger serbischer Basketballspieler.

## Laufbahn
Der 2,12 Meter große Innenspieler entstammt der Jugend von Partizan Belgrad. Er war Mitglied der jugoslawischen Juniorennationalmannschaft und nahm an der U18-Europameisterschaft 2000 und der U20-EM 2002 teil. 2001/02 spielte er für KK Zdravlje aus der serbischen Stadt Leskovac und wechselte zum Spieljahr 2002/03 zu Sloga Kraljevo. Im Februar 2003 wechselte der als großes Talent gepriesene Jovanović von Sloga Kraljevo zum deutschen Bundesligisten RheinEnergie Köln. In der Saison 2003/04 wies er seine Begabung mit guten Leistungen in der Bundesliga nach und erzielte 9,1 Punkte sowie 3,9 Rebounds je Begegnung. Er wurde mit Köln deutscher Pokalsieger. Im Folgespieljahr 2004/05 kam er in Köln nur noch wenig zum Zuge und wechselte zum Ligakonkurrenten BS Energy Braunschweig. Für die Niedersachsen spielte er ab Ende Dezember 2004. Bis zum Saisonende 2004/05 bestritt er 19 Bundesliga-Spiele für Braunschweig und erreichte Mittelwerte von 9,9 Punkte und 5 Rebounds pro Partie.
Nach seiner Braunschweiger Zeit blieb Jovanović bis Januar 2006 vereinslos, nahm dann beim französischen Erstligisten Étendard de Brest ein Probetraining wahr. Er wurde dort nicht unter Vertrag genommen und spielte daraufhin von Februar bis April 2006 für die BG Karlsruhe in der Bundesliga (6,5 Punkte, 4,6 Rebounds/Spiel).
In der Saison 2006/07 stand er zeitweilig bei Panellinios Athen in Griechenland unter Vertrag, 2007/08 bei Slovan Ljubljana (Slowenien), 2008/09 bei KK Vojvodina Novi Sad, 2009/10 erst bei Konstantin Niš (beide Serbien), dann beim BC Odessa in der Ukraine.